# Carceri Nuove (Roma)
Le Carceri Nuove sono un edificio di Roma importante per ragioni storiche e architettoniche. Fatto costruire alla metà del XVII secolo da Papa Innocenzo X, mosso da ideali di umanità e clemenza, per sostituire le diverse prigioni sparse per la città, l'istituto di pena rimase in funzione sino alla costruzione del carcere giudiziario di Regina Coeli all'inizio del XX secolo. L'edificio ospita attualmente la Direzione nazionale antimafia e antiterrorismo.

## Ubicazione
L'edificio è ubicato a Roma, nel Rione Regola, a circa metà di via Giulia (al n. 52), in una zona sconvolta dalle demolizioni iniziate nel 1938 per la costruzione di una strada fra ponte Mazzini e Corso Vittorio Emanuele, mai realizzata a causa della guerra. Verso sud esso confina con vicolo delle prigioni, a nord con vicolo della scimia.

## Storia

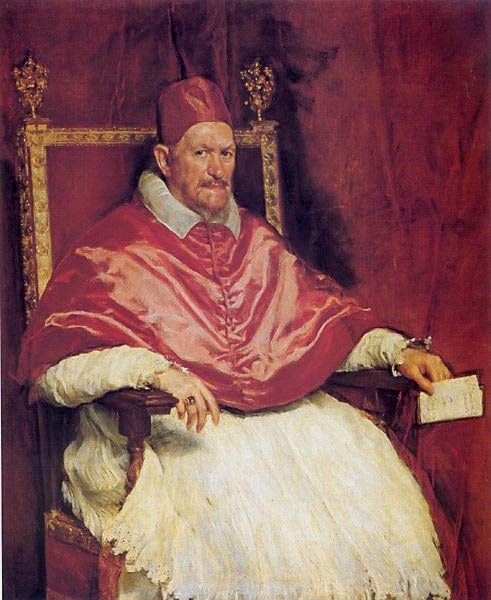
Papa Innocenzo X Pamphilj, mosso da ideali di umanità, fu il creatore delle Carceri Nuove

Le Carceri Nuove furono costruite tra il 1652 e il 1655 per volontà di Papa Innocenzo X Pamphilj (r. 1644-1655) da Antonio Del Grande. Il papa infatti, mentre era Uditore della Sacra Rota, aveva potuto rendersi conto di persona delle condizioni disumane in cui vivevano i prigionieri delle Carceri di Tor di Nona. Una volta arrivato al Soglio pontificio, pensò di alleviare la loro condizione costruendo una nuova prigione. L'occasione per la costruzione fu data una denuncia del Venerabile Collegio Inglese, che protestò per l'intenzione pontificia di confiscare case del Collegio per ingrandire le carceri di Corte Savella. Virgilio Spada, "deputato sopra la Congregazione delle Carceri di casa Giulia" e fratello del Cardinale Bernardino, fece eseguire il rilievo di Corte Savella e incaricò il Del Grande di progettarne la ristrutturazione, ma Innocenzo X decise di costruire un nuovo carcere fra via Giulia, il Tevere e piazza Padella. Esso sostituì le carceri sino allora esistenti in città di Tor di Nona nel rione Ponte, di Corte Savella nel rione Regola, e quelle del rione Borgo. Le Carceri Nuove furono il primo esempio a Roma di penitenziario moderno, dove al centro del sistema carcerario veniva posta l'umanità dei detenuti. La filosofia che animava questa casa di pena è sottolineata anche dall'iscrizione collocata sulla porta d'ingresso:
Alla morte del papa nel gennaio 1655 l'edificio non era ancora completato; il suo successore Alessandro VII (r. 1655-1667) ne portò a termine la costruzione, ma l'edificio prima di essere inaugurato fu utilizzato durante l'epidemia di peste del 1656 come stufa (dalla parola tedesca stube, era qualcosa tra un bagno romano e una sauna moderna, molto popolare a Roma all'epoca) dove venivano lavati coloro i quali erano in quarantena a San Pancrazio e Sant'Eusebio.
I carcerati venivano continuamente assistiti da membri delle Arciconfraternite di San Giovanni della Pigna, dell'Assunta al Gesù e di San Girolamo della Carità. Le Carceri Nuove rimasero in funzione sino all'inaugurazione del carcere giudiziario di Regina Coeli a Via della Lungara, venendo utilizzate per la custodia preventiva. Dopodiché vi furono custoditi solo i minorenni. Nel 1931 il fabbricato divenne sede del Centro di studi penitenziari e del Museo criminologico. In seguito l'edificio fu sede dell'Istituto di ricerca delle Nazioni Unite per la difesa sociale. Adesso (2020) esso ospita la Direzione Nazionale Antimafia e Antiterrorismo.

## Architettura

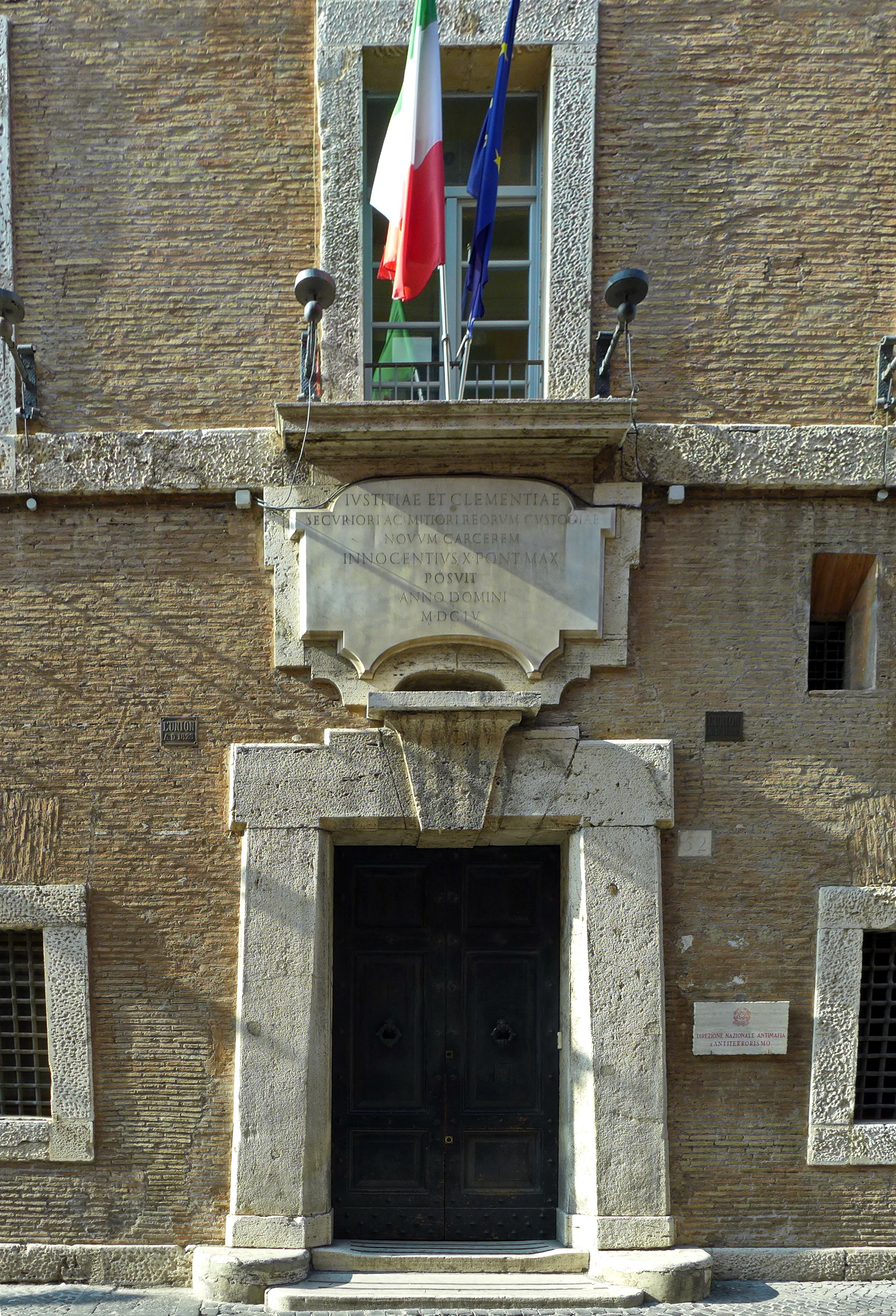
Il portale delle Carceri Nuove su via Giulia

L'edificio, considerato sino al '700 un modello di prigione umanitaria.  venne progettato da Del Grande seguendo un dettagliato programma di Virgilio Spada e tenendo presenti le carceri di Tordinona. Esso fu organizzato in due blocchi: quello delle rappresentanze e dei parlatori, su via Giulia, e quello delle segrete verso il Tevere; i due corpi sono collegati da una galleria aperta sui cortili laterali. È possibile che la forma planimetrica - simile a una spada mentre esce da un'elsa - sia l'allegoria, o della Giustizia di Papa Innocenzo o dello stesso Virgilio Spada, sovraintendente della fabbrica.
L’edificio è costruito in mattoni con aggetti in travertino rustico o stucco. Al piano terra su Via Giulia si aprono 6 finestre rettangolari dotate di inferriate. Al centro del prospetto c'è un portale fortemente rastremato con al centro dell'architrave una grande bugna sormontata dall'iscrizione riportata sopra. I piani superiori sono 3 con 6 finestre ciascuno sul prospetto principale. L'edificio è concluso da un grande cornicione a gola.

### Disposizione interna
All'interno del palazzo vi sono due cortili e una grande scala, ma internamente i piani sono 4 più il pianterreno.
Al piano terreno c'erano le camere dove venivano interrogati gli uomini e le donne, gli alloggi dei custodi, la cancelleria, i servizi, un cortile per la passeggiata, due larghe (stanzoni) per i prigionieri già processati, i detenuti per debiti e quelli accusati di delitti minori, due camere di pena, un carcere per i minorenni e una cappella.
Al primo piano c'erano: due larghe per gli accusati di delitti minori; stanze per civili accusati di piccoli reati; una camera per gli ebrei; l'archivio e una seconda cappella.
Al secondo piano c'era una stanza riservata alla cosiddetta "visita graziosa" della commissione per i carcerati istituita nel 1435 sotto Papa Eugenio IV (r. 1431-1447): c'era poi la stanza del cappellano, la "conforteria" (il luogo dove i condannati a morte ricevevano i conforti della religione), una cappella per i condannati alla pena capitale e una stanza di isolamento per i malati di rogna.
Il terzo e quarto piano erano occupati da diciassette segrete, ciascuna recante il nome di un santo. A esse si accedeva da porte molto basse, e ciascuna era illuminata da una stretta finestra posta in alto e protetta da una duplice inferriata. Le segrete erano riservate ai detenuti prima e durante il processo.
Nel settore femminile invece c'erano tre larghe al primo piano e tre segrete al secondo, la cappella, l'infermeria e l'appartamento della Priora.
Sino al pontificato di Leone XII (r. 1823-1829) le carceri avevano anche stanze per gli ecclesiastici, i quali in seguito furono imprigionati in appositi locali a Castel Sant'Angelo. Nel 1824 al piano terreno fu costruita una grande cucina, mentre il carcere femminile venne esteso al secondo piano.
Nel 1842 le Carceri Nuove ospitavano 600 uomini e 80 donne.